# 慈善星輝布公仔
《慈善星輝布公仔》（英語：The Muppets）於1976年開始在美國電視推出的The Muppet Show，風靡許多觀眾。迪士尼在2004年買下布偶的版權，在2011年推出本片。美國於2011年11月在戲院上映，香港於2012年1月上映。
導演是詹姆斯·波賓，而編劇則是傑森·席格爾和 Nicholas Stoller，還擔任片中男主角 Jason Segel飾演 Gary，女主角 Amy Adams 飾演 Mary，Chris Cooper 則擔任石油大亨 Tex Richman。布偶方面，則一共使用了120多个布偶。
本片配樂則由 Bret McKenzie 負責，片中有6~7首歌曲。其中"Man or Muppet"获得了第84届奥斯卡金像奖最佳原创歌曲奖。
另有2014年上映的續集《布偶歷險記：全面追緝》。

## 劇情
故事敘述一对兄弟，Walter 和 Gary，他们是布偶 show 的 fans。某天他们以及 Gary 的女友 Mary 到洛杉磯度假，自然也希望來到布偶 show 當年的戲院，卻意外發現石油大亨 Tex Richman 要剷平戲院，因為戲院下被發現蘊藏著豐富的石油。Walter 三人找到了青蛙 Kermit，告知石油大亨要剷平戲院。不過由於布偶 show 停演多年，昔日的明星四散各地：Miss Piggy 是巴黎的時尚生活編輯，Animal 去接受情緒管理的治療。他們須把所有布偶明星都找回來，拯救昔日的戲院。

## 主要角色

### 人物
- 傑森·席格爾 - Gary, Walter的人类哥哥，布偶的戲迷
- 艾美·亞當斯 - Mary, 小学教师，Gary的女友
- 克里斯·庫柏 - Tex Richman, 石油公司主管，企图毁掉布偶剧场的反派角色
- Rashida Jones - Veronica,  CDE网络主管
- 艾蜜莉·布朗 - 豬小妹的助理（《穿著Prada的惡魔》之角色延續）
- 傑克·布萊克 - 飾演自己

### 布偶配音
- Peter Linz - Walter
- Steve Whitmire - Kermit the Frog, Rizzo the Rat, Beaker, Statler, Link Hogthrob, The Muppet Newsman
- Eric Jacobson - Fozzie Bear, Miss Piggy, Animal, Sam the Eagle, Marvin Suggs
- Dave Goelz - Gonzo, Dr. Bunsen Honeydew, Zoot, Waldorf, Beauregard, Kermoot the Frog
- Bill Barretta - Rowlf the Dog, Dr. Teeth, Bobo the Bear, Pepe the King Prawn, The Swedish Chef, Behemoth, Mahna Mahna, Whatnot Farmer, Gary's Muppet Form
- David Rudman - Janice, Scooter, Wayne, Miss Poogy
- Matt Vogel - Floyd Pepper, Crazy Harry, Camilla the Chicken, Uncle Deadly, Lew Zealand, Sweetums, '80s Robot, Janooce,  Roowlf the Dog
- Tyler Bunch - Thog and Foozie Bear
- Alice Dinnean - Afghan Hound

## 評價
烂番茄新鲜度高达96%，平均分为7.9。
爽報的敬璜表示，故事，簡單到不能再簡單，題材分明是給大人看的，但劇本的智慧，卻停留在三十年前的七歲小朋友程度。這個年代連新聞也有動畫，縱使真人男女主角用盡臉部每一吋肌肉投入演出，也不能吸引到小朋友的眼球，大人觀眾也會嫌悶。唯一感動，莫過於是青蛙卻迪回到舞台，拿起結他唱《Rainbow Connection》，樂隊扮演Nirvana也好笑，豬小姐到巴黎變成《穿Prada的惡魔》，喜劇感爆燈。不過，高潮位是壞人自動變好，拱手相讓片場地，世界有這麼美好。

## 外部連結
- （英文） 《慈善星輝布公仔》官方網站 （页面存档备份，存于）
- （英文） 互联网电影数据库（IMDb）上《慈善星輝布公仔》的资料（英文）
- （英文） Box Office Mojo上《慈善星輝布公仔》的資料（英文）
- （英文） 爛番茄上《慈善星輝布公仔》的資料（英文）